# زولانی تته
زولانی تِتِه (زادهٔ ۸ مارس ۱۹۸۸) یک بوکسور حرفه‌ای اهل آفریقای جنوبی است. او قهرمان سابق جهان در دو وزن مختلف بوده است و عنوان قهرمانی فدراسیون بین‌المللی بوکس فوق سبک‌وزن را از سال ۲۰۱۴ تا ۲۰۱۵ و عنوان قهرمانی سازمان جهانی بوکس در وزن بنتام‌وید را از سال ۲۰۱۷ تا ۲۰۱۹ در اختیار داشته است.

## اوایل زندگی و دوران آماتوری
تِتِه در محله مدانسان بزرگ شد و کودکی سختی داشت. پدرش کشیش بود. او و برادرش، ماکازولِه، از هشت سالگی به بوکس روی آوردند. تِتِه به قهرمانان پیشین جهان آفریقای جنوبی ویانی بونگو و ولکام نسیطا در دوران آماتوری خود احترام می‌گذاشت. بعدها بونگو به عنوان مربی تِتِه به او کمک کرد. تِتِه ادعا می‌کند که بیش از ۴۰۰ مبارزه آماتوری داشته که تنها سه مورد از آن‌ها را باخت بوده است. در دوران آماتوری، او دو بار با هکی بودلر، قهرمان پیشین اتحادیه جهانی بوکس و قهرمان فدراسیون بین‌المللی بوکس در وزن فوق سبک، در مسابقات ملی آفریقای جنوبی روبرو شد و یک بار پیروز شد و یک بار شکست خورد.

## دوران حرفه‌ای

### فوق سبک‌وزن
تِتِه اولین بار در مه ۲۰۰۶ به‌طور حرفه‌ای شروع به مبارزه کرد. او در ۸ مبارزه نخست خود به پیروزی رسید و در این مبارزات، عنوان قهرمانی فهرست کننده سازمان‌های بوکس در دسته فوق سبک‌وزن را به دست آورد و از این عنوان دو بار دفاع کرد. تِتِه برای اولین بار شانس مبارزه برای عنوان جهانی اصلی را به دست آورد و در یک مبارزه انتخابی با تصمیم داوران (۱۱۸–۱۰۸، ۱۱۸–۱۰۸، ۱۱۸–۱۱۰) ریچارد گارسیا را شکست داد. سپس تِتِه با موروتی متالان برای عنوان قهرمانی فدراسیون بین‌المللی بوکس فوق سبک‌وزن روبرو شد و در دور پنجم با ناک‌اوت فنی نخستین شکست خود را متحمل شد.

### وزن سبک‌تر از بنتام
پس از شکست از متالان، تِتِه به وزن سبک‌تر از بنتام رفت. او فرصت دیگری برای مبارزه در انتخابی فدراسیون بین‌المللی بوکس دریافت کرد، اما در برابر خوان آلبرتو روساس با تصمیم اکثریت داوران (۱۱۲–۱۱۵، ۱۱۲–۱۱۵، ۱۱۳–۱۱۳) شکست خورد. پس از یک پیروزی بازگشتی، تِتِه در یک انتخابی دیگری شرکت کرد اما با تصمیم تفکیکی داوران (۱۱۳–۱۱۵، ۱۱۴–۱۱۵، ۱۱۵–۱۱۴) به روبرتو سوسا باخت. تِتِه در اوایل مبارزه با قد بلند خود سوسا را سردرگم کرد، اما با پیشرفت مبارزه، سوسا پیروز شد. سوسا به دلیل ضربات پایین هشدار دریافت کرد، اما هیچ کاهشی در امتیازدهی‌ها نداشت.
در نوامبر ۲۰۱۳، تِتِه در سومین انتخابی فدراسیون بین‌المللی بوکس برای وزن سبک‌تر از بنتام با خوان کارلوس سانچس جونیور، قهرمان پیشین، روبرو شد. سانچس عنوان فدراسیون بین‌المللی بوکس را به دلیل اضافه وزن در مقابل سوسا از دست داده بود و پس از پیروزی بر سوسا، این عنوان خالی شد. برنده این مبارزه به عنوان چالش‌گر الزامی قهرمانی فدراسیون بین‌المللی بوکس برای مبارزه با برنده مبارزه لیبوریو سلیس و دائیکی کمدا انتخاب می‌شد. تِتِه در دور پنجم سانچس را به زمین انداخت اما خود در دور ششم به زمین افتاد. پس از افتادن به زمین، تِتِه به دفاع مفرط روی آورد و در دورهای هشتم و نهم امتیاز از دست داد. با این حال، او توانست سانچس را در دور دهم شکست دهد.
در مسابقه دیگر نیز سلیس در مقابل کمدا پیروز شد، اما او نیز عنوان خود را به دلیل اضافه وزن از دست داد و عنوان قهرمانی فدراسیون بین‌المللی بوکس خالی ماند. تِتِه در ژوئیه ۲۰۱۴ برای کسب عنوان خالی با تِیرو کینوشیتا روبرو شد و با تصمیم اکثریت داوران (۱۱۹–۱۰۹، ۱۱۹–۱۰۹، ۱۱۸–۱۱۰) پیروز شد. پس از یک دفاع موفق، او تصمیم به خالی کردن عنوان گرفت تا با مک‌جو آرویو که چالش‌گر الزامی عنوان قهرمانی او بود، مبارزه نکند. تِتِه در دسامبر ۲۰۱۵ با شرکت فرانک وارن، تبلیغ‌کننده بریتانیایی، قرارداد امضا کرد.

### بنتام‌وید
تِتِه در سال ۲۰۱۶ وارد دسته بنتام‌وید شد. در سومین مبارزه خود در این وزن، تِتِه با شکست آرتور ویلانوا عنوان قهرمان موقت سازمان جهانی بوکس را به دست آورد. تِتِه با تصمیم اکثریت داوران (۱۲۰–۱۰۷، ۱۱۹–۱۰۸، ۱۱۹–۱۰۸) پیروز شد و ویلانوا را در دور یازده به زمین انداخت.

#### تِتِه در مقابل نارواز
در تاریخ ۲۱ آوریل ۲۰۱۸، تِتِه در دفاع از عنوان قهرمانی سازمان جهانی بوکس خود، با اومار نارواز روبرو شد که در آن زمان، نفر اول رده‌بندی سازمان جهانی بوکس بود. در یک مبارزه به شدت کسل‌کننده، تِتِه با تصمیم اکثریت داوران پیروز شد.

#### تِتِه در مقابل آلوین
در دفاع بعدی خود از عنوان قهرمانی، تِتِه با میخائیل آلوین، که در رده پنجم اتحادیه جهانی بوکس و ششم سازمان جهانی بوکس بود، روبرو شد. تِتِه در این مبارزه براساس امتیازات ۱۱۴–۱۱۱، ۱۱۴–۱۱۱ و ۱۱۴–۱۱۰ پیروز شد.

#### لغو مبارزه تِتِه و دنیار
تِتِه قرار بود در تاریخ ۲۷ آوریل ۲۰۱۹ با نونیٹو دنیار مبارزه کند، اما به دلیل آسیب‌دیدگی شانه از مبارزه انصراف داد.

#### تِتِه در مقابل کاسیمرو
در مبارزه بعدی خود، تِتِه با قهرمان پیشین جهان جان ریل کاسیمرو روبرو شد. کاسیمرو تِتِه را دو بار به زمین انداخت و داور در دور سوم مبارزه را متوقف کرد و پیروزی ناک‌اوت فنی را به کاسیمرو اعطا کرد.